# Erythroxylum sinense
Erythroxylum sinense är en tvåhjärtbladig växtart som beskrevs av Wu. Erythroxylum sinense ingår i släktet Erythroxylum och familjen Erythroxylaceae. Inga underarter finns listade i Catalogue of Life.